# Lew Michajłow
Lew Michajłowicz Michajłow (Jelinson) (ros. Лев Михайлович Михайлов (Елинсон), ur. 24 listopada 1872 w Jekaterynodarze, zm. 5 marca 1928 w Leningradzie) – radziecki działacz partyjny i państwowy.

## Życiorys
W 1903 wstąpił do SDPRR, od 15 marca do 5 maja 1917 był przewodniczącym Komitetu Miejskiego SDPRR(b) w Piotrogrodzie i członkiem Komitetu Rewolucyjnego Rejonu Wyborskiego Piotrogrodu, w październiku 1917 został członkiem Prezydium Komitetu Wykonawczego Piotrogrodzkiej Rady Gubernialnej. Od 7 października 1921 do 30 czerwca 1922 był przedstawicielem dyplomatycznym RFSRR w Norwegii, 1923-1924 pełnomocnikiem Ludowego Komisariatu Spraw Zagranicznych (NKID) ZSRR przy Radzie Komisarzy Ludowych Turkiestańskiej ASRR i członkiem Środkowoazjatyckiego Biura KC RKP(b), a od 1924 do końca życia sekretarzem odpowiedzialnym Wszechzwiązkowego Stowarzyszenia Starych Bolszewików.